# Denombrement
Denombrement (modern: inventaris) is een term uit het Vlaamse middeleeuwse leenrecht. Bij het verwerven van een leen door een leenman werd een meervoudig verslag opgemaakt door een griffier of een baljuw, waarin de staat van het verworven leen werd beschreven. Dit werd een denombrement genoemd.
In een denombrement stonden de oppervlakte van het leen en de grenspercelen vermeld, evenals de lasten en de vorige eigenaars. Was het leen een heerlijkheid, dan stonden in het denombrement de opbrengsten en rechten verbonden aan de heerlijkheid.
Vele denombrementen zijn bewaard gebleven in de archieven van heerlijkheden en vormen een rijke bron voor heemkundigen en genealogen.